# Maria Kaczyńska
Maria Helena Kaczyńska (Machów, 21. kolovoza 1942. – Smolenska oblast, 10. travnja 2010.) je bila supruga poljskog predsjednika Lecha Kaczyńskog i obnašla je funkciju Prve dame Poljske od 23. prosinca 2005. do 10. travnja 2010.